# Лэнсбери, Джордж
Джордж Лэнсбери, Ленсбери (англ. George Lansbury; 21 февраля 1859, Хейлсуорт, Суффолк — 7 мая 1940, Голдерс-Грин, Большой Лондон) — британский левый политик и социальный реформатор, возглавлявший Лейбористскую партию с 1932 по 1935 год.
По взглядам христианский социалист и пацифист, мотивированный борьбой за социальную справедливость, права женщин и всеобщее разоружение. Его деятельность, за исключением короткого периода сомнений, подкреплялась христианскими убеждениями. Хотя он кратковременно занимал министерский пост в лейбористском правительстве 1929—1931 годов, но для всей его политической карьеры характерна оппозиция властям и корыстных интересов.
Первоначально радикальный либерал, Лэнсбери стал социалистом в начале 1890-х годов и с тех пор служил своей местной общине в лондонском Ист-Энде на многочисленных выборных должностях. Впервые избранный в парламент в 1910 году, он оставил своё депутатское кресло в 1912 году ради кампании за избирательное право для женщин и был ненадолго заключен в тюрьму за поддержку радикальных акций.
В 1912 году Лэнсбери участвовал в основании газеты «Дейли Геральд» (Daily Herald) и стал её редактором. На протяжении всей Первой мировой войны газета придерживалась категорических пацифистских позиций и поддерживала Революцию 1917 года в России. Не пройдя в парламент в 1918 году, Лэнсбери посвятил себя местной политике в своём родном Попларе и вместе с 30 другими членами совета был отправлен в тюрьму за «налоговый бунт» 1921 года, когда предпочел заключение снижению размеров пособий по безработице.
После возвращения в парламент в 1922 году Лэнсбери не дали должностей в кратком лейбористском правительстве 1924 года, но назначили первым комиссаром по общественным работам в лейбористском правительстве 1929—1931 годов. На фоне экономического и политического кризиса августа 1931 года Лэнсбери был среди министров-лейбористов, выступивших против урезания пособий по безработице и сформированного партийным лидером Рамсеем Макдональдом нового национального правительства.
Как самый высокопоставленный из небольшого контингента депутатов-лейбористов, сумевших переизбраться на выборах 1931 года, Лэнсбери был избран новым лидером парламентской фракции, а затем и всей Лейбористской партии. Лэнсбери считается самым левым лейбористским лидеров за столетие между Кейром Харди и Джереми Корбином.
Его пацифизм и противодействие перевооружению перед лицом растущей фашистской угрозы в Европе вызвали противоречия Лэнсбери с собственной партией, и когда его позиция была отвергнута на конференции Лейбористской партии 1935 года, он ушёл в отставку. Он провёл свои последние годы, путешествуя по США и Европе в тщетных попытках сохранить мир.

## Ранние годы

### Юность в лондонском Ист-Энде

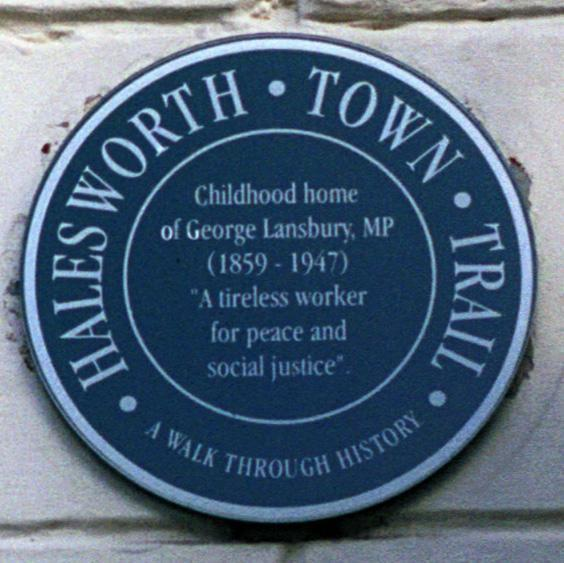
Мемориальная доска на предполагаемом месте рождения Джорджа Лэнсбери в Хейлсвоте, Саффолк. В нём неверно записан год смерти Лэнсбери как 1947 год.

Джордж Лэнсбери родился в Хейлсуорте в графстве Суффолк 22 февраля 1859 года. Он был третьим из девяти детей, родившихся в многодетной семье железнодорожника, которого также звали Джордж Лэнсбери, и Энн Лэнсбери (урождённой Феррис). Работа Джорджа-старшего заключалась в надзоре за железнодорожными строительными бригадами; семья часто переезжала, а условия жизни были стеснёнными. Благодаря своим прогрессивно мыслящим матери и бабушке молодой Джордж познакомился с именами великих реформаторов того времени — Уильяма Гладстона, Ричарда Кобдена и Джона Брайта — и начал читать радикальную газету Reynolds’s Newspaper. К концу 1868 года семья перебралась в лондонский Ист-Энд, в котором Лэнсбери-младший будет жить и работать почти всю свою жизнь.
Учёба Джорджа в школах Бетнал-Грина и Уайтчепела неоднократно прерывалась. Он выполнял череду физических работ, в том числе тяжёлых. Также он прислуживал в пабе и работал кассиром на железнодорожной станции. После смерти отца в 1875 году Лэнсбери вместе со своим старшим братом Джеймсом занялся доставшимся в наследство «семейным бизнесом» — разгрузкой привозимых в Лондон вагонов с углём для дальнейшей отправки на баржах по Темзе. В том же году Лэнсбери начал ухаживать за Бесси Брайн, дочерью владельца местной лесопилки Айзека Брайна, с которой познакомился ещё в школе. В конце концов пара поженилась в 1880 году в приходской церкви Уайтчепела, где местный викарий Дж. Франклин Китто стал духовным наставником и советником Лэнсбери. Не считая периода сомнений в 1890-х годах, когда он временно отверг Церковь, Лэнсбери оставался стойким англиканцем до своей смерти.
Обычно работая по ночам, в юности Лэнсбери в свободное время посещал матчи крикета и политические митинги. Он был постоянным посетителем общественной галереи в Палате общин, где слушал и запоминал многие речи Гладстона по «Восточному вопросу», главному во внешней политике того времени. Он присутствовал на беспорядках, которые вспыхнули у дома Гладстона 24 февраля 1878 года после мирного митинга в Гайд-парке. Шеперд пишет, что либерализм Гладстона, провозглашающий идеи свободы, мира и интересов сообщества, был «пьянящей смесью, оставившей неизгладимый след» в юном Лэнсбери.

### Австралия

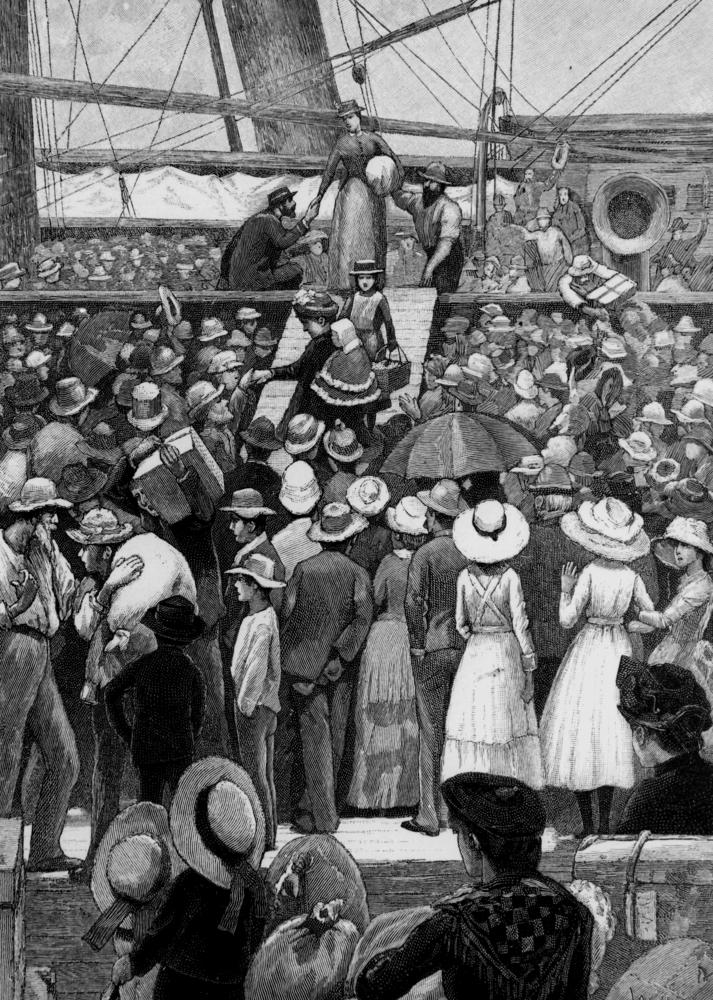
Мигранты сходят с корабля в Брисбене, около 1885 г.

В 1881 году родилась первая из двенадцати детей Лэнсбери, Бесси; в 1882 году — вторая дочь, Энни. Стремясь улучшить перспективы своей семьи, Лэнсбери решил податься за лучшей жизнью в Австралию. Генеральный агент Квинсленда в Лондоне изображал страну безграничных возможностей, где найдётся работа для всех; Соблазненные этим призывом, Лэнсбери и Бесси собрали необходимые деньги на проезд и в мае 1884 года отправились со своими детьми в Брисбен.
Однако путешествие на новый материк стало разочарованием: семья испытывала болезни и опасности; однажды во время сезона дождей судно едва не затонуло. По прибытии в Австралию в июле 1884 года Лэнсбери обнаружил, что вопреки обещаниям лондонского агента рабочей силы там было много, а работы не хватало. После недель тщетных поисков заработка Лэнсбери устроился на каменобойню за шиллинг в день, но эта первая работа оказалась слишком тяжелой. Он перешёл на более высокооплачиваемую должность водителя грузовика, но был уволен, когда по религиозным причинам отказался работать по воскресеньям. Затем он заключил контракт на работу на ферме примерно в 80 милях от побережья и по прибытии обнаружил, что работодатель ввел его в заблуждение относительно условий жизни и условий найма, держа своих работников в постоянном долговом рабстве.
Несколько месяцев семья жила в крайней нищете, прежде чем Лэнсбери добился освобождения от контракта. Вернувшись в Брисбен, он какое-то время работал на недавно построенном поле для игры в крикет. Будучи страстным поклонником игры, он надеялся увидеть игру английской команды, но, как пишет биограф и зять Лэнсбери Раймонд Постгейт, «он понял, что просмотр крикета — развлечение не для рабочих».
На протяжении своего пребывания в Австралии Лэнсбери отправлял домой письма, в которых раскрывал правду об условиях, с которыми сталкиваются трудовые мигранты. В мае 1885 года наконец пришла помощь от тестя — достаточно средств для возвращения домой, и семейство Лэнсбери навсегда покинуло Австралию.

## Радикальный либерал
По возвращении в Лондон Лэнсбери устроился на работу в лесопилке тестя. В свободное время он посвятил себя разоблачению в многочисленных выступлениях и статьях правительственной пропаганды эмиграции в колонии. Его выступление на конференции по вопросам миграции в Королевском колледже Лондона в 1886 году произвело впечатление на делегатов; вскоре после этого правительство создало Информационное бюро по эмиграции при Колониальном управлении. Этот орган должен был предоставлять точную информацию о состоянии рынков труда во всех зарубежных владениях правительства.
Навыки Лэнсбери, вступившего в Либеральную партию вскоре после своего возвращения из Австралии, в деле агитации были отмечены ведущими либералами, включая депутата Палаты общин Сэмюэля Монтегю, который привлёк молодого активиста к его кампании на всеобщих выборах 1885 года. Управление Лэнсбери этой избирательной кампанией побудило Монтегю убедить своего агента самому баллотироваться в парламент. Но Лэнсбери отказался — отчасти по практическим соображениям (депутатам тогда не платили, а он должен был обеспечивать свою семью), а отчасти по принципиальным: он все больше убеждался, что его путь — не радикального либерала, а социалиста. Пока же он продолжал служить либералам в качестве агента и местного секретаря, выражая свои социалистические настроения в недолговечном ежемесячном радикальном журнале Coming Times, который он основал вместе с Уильямом Хоффманом.
Впрочем, несмотря на восхищение Гладстоном, интерес Лэнсбери уже скоро оказался направлен в несколько ином направлении. В 1884 г. Г. Гайндманом было провозглашено создание Социал-демократической федерации (СДФ), одной из первых социалистических организаций Великобритании, несущей на себе явный отпечаток марксистских воззрений. По мнению Р. Постгейта, Гайндман оказал на Лэнсбери серьёзное влияние, по признанию последнего, открыв ему глаза на то, что главным антагонистом рабочих является класс капиталистов9. В 80-е годы XIX в. Лэнсбери познакомился с членами СДФ — Э. Маркс, У. Моррисом, Дж. Бернсом, Т. Манном и др. Большое впечатление на Лэнсбери произвела Великая стачка лондонских докеров 1889 г. Он принял активное участие в сборе средств в поддержку бастующих и примерно в это же время завел знакомство с У. Торном, одним из наиболее ярких новых боевых профсоюзных лидеров, создателем профсоюза газовщиков.
В 1888 году Лэнсбери согласился действовать в качестве агента по выборам для Джейн Кобден (дочери Ричарда Кобдена), которая участвовала в первых выборах в недавно сформированный Совет графства Лондона (LCC) как кандидатка от либералов. Кандидатуру этой пионерки борьбы за избирательные права женщин предложило Общество содействия женщинам в качестве местных депутатов (SPWCC), также выдвинувшее Маргарет Сандхёрст. Лэнсбери консультировал Кобден по вопросам, вызывающим наибольшую озабоченность электората Ист-Энда: жильё для бедных, потогонки, полицейское насилие, право на публичные собрания. Хотя 19 января 1889 года обе кандидатки были избраны, однако их победы оказались недолговечны из-за судебных исков их оппонентов.
Вскоре Лэнсбери окончательно порвал с либерализмом — он был удручён как невниманием партии к проблемам женщин (в письме, опубликованном в Pall Mall Gazette, он призывал либералов «направить энергию и способности, которые они сейчас тратят на второстепенные вопросы… на обеспечение полных гражданских прав гражданства каждой женщине в стране»), так и её отказом поддержать требование законодательного установить восьмичасовой рабочий день (в конце 1889 г. на конференции Национальной либеральной федерации в Манчестере, где Лэнсбери присутствовал в качестве делегата, ему не дали выдвинуть соответствующую резолюцию). Лэнсбери убедился в мнении, выраженном им несколькими годами позже: «либерализм будет прогрессировать настолько, насколько ему позволят денежные мешки капитализма».
К 1892 году, когда Лэнсбери успешно закончил деятельность предвыборного агента либералов и покинул их партию, большинство его новых соратников были видными социалистами: среди них были Уильям Моррис, Элеонора Маркс, Джон Бернс и Генри Гайндман, участвовавшие в Социал-демократической федерации (СДФ). Большое впечатление на него произвела также Великая стачка лондонских докеров 1889 года, во время которой он собирал средства в поддержку бастующих и завёл знакомство с боевым профсоюзным лидером Уиллом Торном. Вступив в ряды СДФ, Лэнсбери создал её отделение в Боу и Бромли.

## Социалистический реформатор

### Социал-демократическая федерация

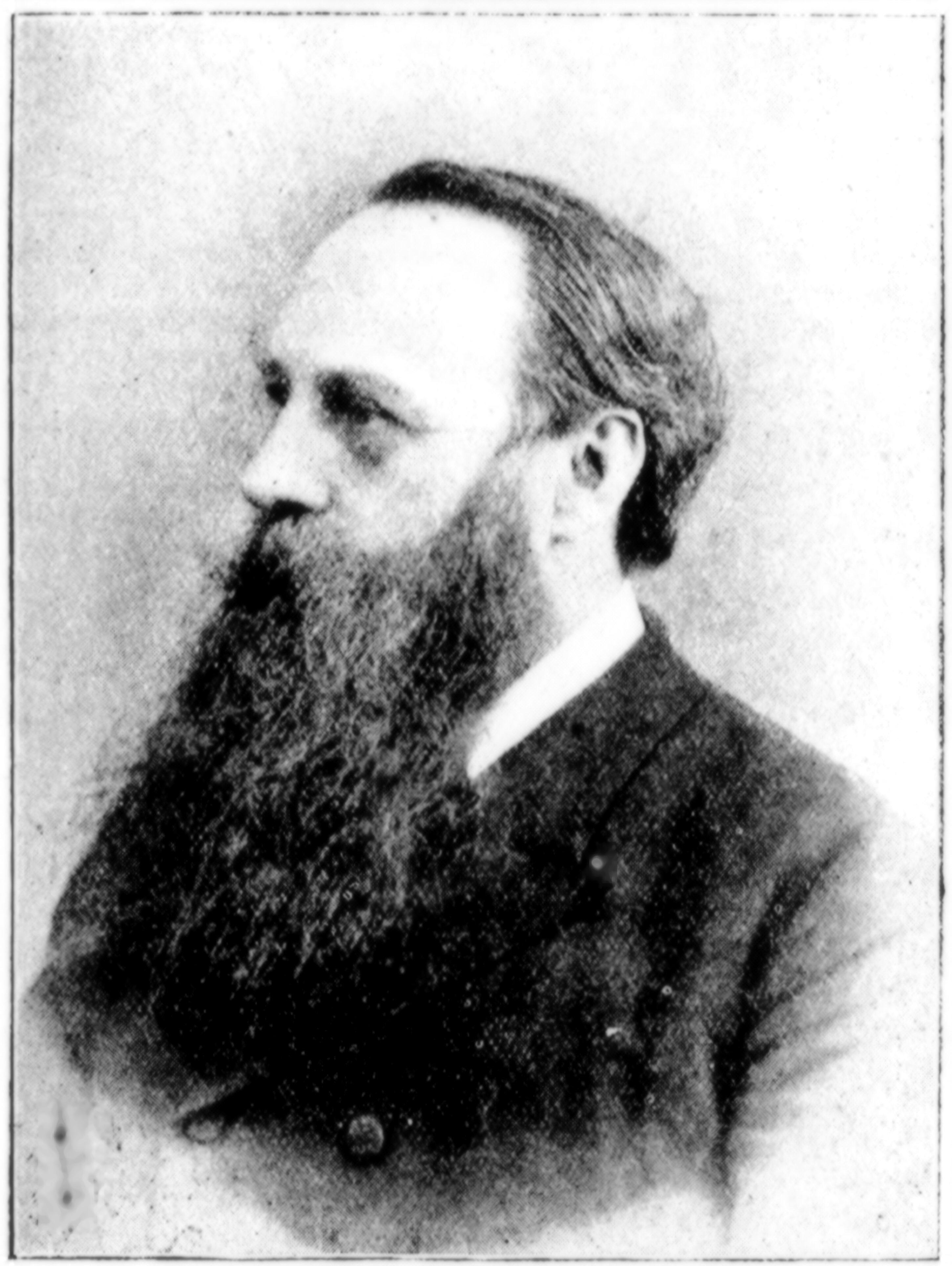
Основатель СДФ Генри Гайндман, оказавший большое влияние на Лэнсбери.

Выбор Лэнсбери СДФ из нескольких социалистических организаций отразил его восхищение Гайндманом, которого он считал «одним из действительно великих» (тот, в свою очередь, в воспоминаниях 1912 года назвал его лучшим из организаторов за всю историю федерации). Лэнсбери быстро стал самым неутомимым уличным оратором и пропагандистом федерации, постоянно путешествующим по Британии с выступлениями на митингах и акциями солидарности с борющимися рабочими. Примерно в это же время Лэнсбери из-за пренебрежительного отношения местного духовенства к помощи бедным и коллективным политическим действиям на время разочаровался в церкви и стал членом Этического общества Восточного Лондона.
В 1895 году Лэнсбери как кандидат СДФ дважды боролся за парламентское место от лондонского округа Уолворт: сперва на дополнительных, а затем на всеобщих. Несмотря на его энергичную кампанию, оба раза он потерпел сокрушительное поражение. Однако вскоре Гайндман убедил Лэнсбери бросить работу на лесопилке и стать штатным национальным организатором СДФ. Он проповедовал прямолинейную революционную доктрину: «Время настало, — сообщил он аудитории в Тодмордене в Ланкашире, — чтобы рабочий класс захватил политическую власть и использовал её для свержения системы, основанной на конкуренции, и установления вместо неё основанной на сотрудничестве». Работа Лэнсбери в качестве организатора СДФ длилось недолго: в 1896 году ему пришлось оставить пост в связи со смертью тестя и необходимостью взять в свои руки управление доставшейся в наследство лесопилкой.
На всеобщих выборах 1900 года договор с либералами позволил Лэнсбери как кандидату СДФ непосредственно побороться с действующим депутатом-консерватором Уильямом Гатри. Однако за бывшего военного Гатри и против Лэнсбери, открыто выступавшего с осуждением Англо-бурской войны, работала милитаристская истерия. Лэнсбери проиграл выборы с 2258 голосами против 4403. Эта кампания была для Лэнсбери последней в рядах СДФ. Разочарованный неспособностью Гайндмана сотрудничать с другими социалистическими группами, в 1903 году он перешёл из СДФ, ранее вышедшую из Комитета рабочего представительства (предшественник Лейбористской партии), в Независимую рабочую партию (НРП), в рядах которой многие склонялись не столько к марксизму, сколько к христианскому социализму — примерно в это же время Лэнсбери заново открыл свою христианскую веру и присоединился к англиканской церкви.

### Защитник безработных и неимущих
В апреле 1893 года Лэнсбери занял свою первую выборную должность (Poor Law guardian), когда был избран в попечительский совет Поплара, одного из беднейших районов в Ист-Энде. Орган осуществлял контроль над работными домами, служившими приютами для самых обездоленных жителей. Вместо тогдашнего сурового режима Лэнсбери предложил программу реформ, призванную превратить место для изгоев общества в заведение, оказывающее людям реальную помощь. Он выступал против обязательного ношения пауперами специальной одежды, за улучшение условий их труда и возможностей получения ими медицинского обслуживания. Более того, он полагал, что задачей попечителей было обеспечить работой и тех безработных района, которые не являлись обитателями работных домов. Лэнсбери входил в состав социалистического меньшинства, которому благодаря энергии и убеждённости часто удавалось достигать своих планов.
Образование для бедных было одной из главных забот Лэнсбери. Он помог превратить школу округа Форест-Гейт, ранее являвшуюся карательным учреждением с суровыми порядками, в надлежащее место обучения, которое затем стало местным профессиональным училищем. На ежегодной конференции в 1897 году Лэнсбери резюмировал свои взгляды на помощь малоимущим в своей первой опубликованной статье «Принципы английского закона о бедных». Его анализ предлагает марксистскую критику капитализма: только реорганизация промышленности на коллективистской основе может решить существующие проблемы.
Общественных обязанностей Лэнсбери прибавилось, когда в 1903 году он был избран в местный совет Поплара. Познакомившись с богатым американским мыловаром и энтузиастом социальных проектов Джозефом Фелсом, Лэнсбери убедил того купить ферму в Лейндоне в Эссексе, которая была преобразована в трудовую колонию, обеспечивающую постоянную работу двум сотням попларских безработных и неимущих. Фелс также согласился профинансировать гораздо более крупную сельскохозяйственную колонию в Холлсли-Бэй в Суффолке Оба проекта изначально были успешными, но их подорвало избрание в 1906 году либерального правительства, новым министром местного самоуправления стал в котором стал Джон Бернс, некогда приверженец СДФ, а ныне решительный противник социализма. Тот развязал пропагандистскую кампанию против подобных учреждений, представленных как «бесполезная трата денег на бездельников и мошенников». Однако Лэнсбери сохранил доверие своего электората и с легкостью был переизбран в Попечительский совет в 1907 году.
В 1905 году Лэнсбери был назначен в Королевскую комиссию по законам о бедных председательством консерватора лорда Гамильтона, заседавшую на протяжении четырёх лет. В ходе её работы Лэнсбери тесно сотрудничал с Беатрис Уэбб из Фабианского общества, вместе с которой они выступали за полную отмену законов о бедных и их замену системой социального обеспечения, которая включала пенсии по старости, минимальный размер заработной платы и проекты общественных работ. Эти предложения были воплощены в заключении комиссии в «Докладе меньшинства», подписанном Лэнсбери и Уэбб. Большинство их рекомендаций со временем были воплощены на национальном уровне, а Законы о бедных были окончательно отменены Законом о местном самоуправлении 1929 года.

## Национальная известность

### Борец за избирательное право женщин

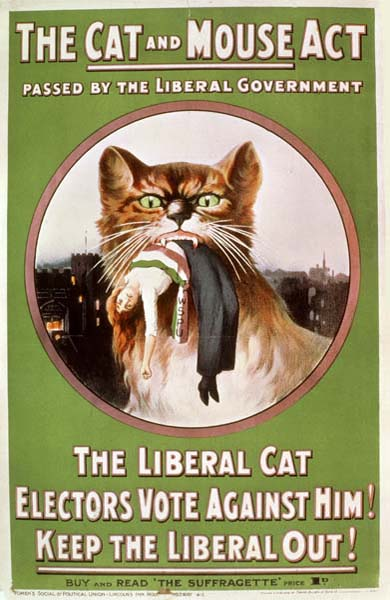
Плакат WSPU 1914 года, осуждающий скандальный «Закон кошки и мышки» либерального правительства.

На всеобщих выборах в январе 1906 года Лэнсбери баллотировался как независимый социалистический кандидат в Мидлсбро на твердой платформе «голоса для женщин». Его рекомендовал избирательному округу Джозеф Фелс, который согласился покрыть его расходы. Местное руководство НРП по предвыборному пакту было связано обязательством поддержать кандидата от либералов, а не Лэнсбери, который в итоге получил менее 9 % голосов. Кампанией руководила известная местная суфражистка Марион Коутс Хансен, под чьим влиянием Лэнсбери вступил в союз с Женским социально-политическим союзом (WSPU), наиболее боевой из основных суфражистских организаций, и стал близким соратником Эммелин Панкхёрст и её семьи.
Либеральное правительство, избранное в 1906 году подавляющим большинством голосов, не проявило особого интереса к вопросу об избирательном праве женщин; потеряв своё парламентское большинство на всеобщих выборах в январе 1910 года, оно зависело от голосов ирландских националистов и 40 с лишним лейбористов. К ужасу Лэнсбери, лейбористы не использовали этот рычаг для продвижения голосов за женщин, вместо этого оказывая правительству практически безоговорочную поддержку, чтобы удержать консерваторов от власти. Лэнсбери не смог победить на выборах в качестве кандидата от лейбористов в Боу и Бромли в январе 1910 года; однако политический кризис, разразившийся из-за «Народного бюджета» Дэвида Ллойд Джорджа 1909 года, привёл к новым всеобщим выборам в декабре 1910 года. Лэнсбери в 51-летнем возрасте снова выдвинулся в Боу и Бромли, и с шестой попытки впервые был избран депутатом Палаты общин от лейбористов.
Свою первую речь в парламенте он посвятил вопросам безработицы. Старейшина лейбористской партии Кейр Харди высоко оценил парламентские перспективы единомышленника: «Он обещает быть самым ценным членом [фракции]. У него приятные манеры, внешность и он обладает беспощадной убежденностью». Однако Лэнсбери и Харди, важнейшие союзники суфражисток, не нашли в парламенте должной поддержки в своей борьбе за избирательное право женщин со стороны своих коллег-лейбористов, которых Лэнсбери назвал «слабой и дряблой партией». В ответ на аресты и бесчеловечное обращение с заключенными суфражистками он резко осуждал премьер-министра Г. Г. Асквита с парламентской трибуны: «Вы не достойны даже презрения… вы должны быть изгнаны из общественной жизни». Радикальный депутат был временно отстранен от работы в палате за «недостойное поведение».
Лэнсбери заявлял, что лейбористской парламентской фракции следует голосовать против всех правительственных законопроектов до тех пор, пока женщины не получат право голоса. В октябре 1912 года, осознавая непреодолимый разрыв с коллегами-депутатами, Лэнсбери пошёл на беспрецедентный шаг — отказался от своего парламентского места с тем, чтобы в его округе состоялись досрочные выборы, в центр которых поставил конкретное требование избирательного права для женщин. Лейбористская партия и входившая в неё НРП приняли решение не оказывать Лэнсбери официальной поддержки в этой резонансной кампании, хотя на его стороне, как частные лица, выступали такие видные лейбористские фигуры, как Кейр Харди и Филипп Сноуден. Суфражистки отправили на помощь в его кампании Грейс Роу. Однако Лэнсбери в итоге проиграл своему консервативному оппоненту, который проводил кампанию под лозунгом «Нет правительству под юбкой». Комментируя результат, депутат от лейбористов Уилл Торн выразил мнение, что невозможно победить на выборах по единственному вопросу о голосах для женщин.
Оказавшись на десятилетие вне парламента, Лэнсбери продолжил борьбу на стороне суфражисток и угодил в тюрьму после того, как 26 апреля 1913 года выступил на митинге WSPU в Альберт-холле, открыто защищая методы прямого действия, включая уничтожение собственности. За это Лэнсбери был обвинен в подстрекательстве к беспорядкам, признан виновным и после отклонения апелляции приговорён к трем месяцам тюремного заключения. Там он немедленно объявил голодовку и отказался даже от воды. Здоровье его начало резко ухудшаться, и через четыре дня его освободили; хотя он подлежал повторному аресту в соответствии с печально известным «Законом о кошках и мышах», но был оставлен на свободе. Осенью 1913 года по приглашению Фелса Лэнсбери с женой отправились на продолжительный отпуск в Америку и Канаду. По возвращении он посвятил свои основные усилия недавно основанной газете Daily Herald.

### Война,Daily Heraldи большевизм

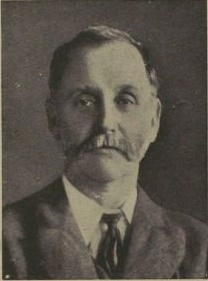
Лэнсбери в 1920 г.

Теперь Джордж Лэнсбери с головой окунулся в журналистику. Ранее он уже писал статьи для социалистической прессы («Джастис», «Лейбор Лидер», «Клерион», «Форвард»). Однако главной газетой его жизни стала «Дейли Геральд», возникшая как временный бюллетень во время забастовки лондонских типографий 1910—1911 годов. После окончания забастовки Лэнсбери и другие собрали достаточно средств для возобновления её деятельности как ежедневной социалистической газеты в апреле 1912 года. Издание было готово сотрудничать с самыми разнообразными авторами левого толка — христианскими социалистами, гильдейскими социалистами, суфражистками, синдикалистами. В газете сотрудничали выдающиеся писатели, такие как Герберт Уэллс, Хилэр Беллок, Герберт Кит Честертон и Джордж Бернард Шоу, не все из которых, отмечает эссеист Рональд Блайт, были социалистами, но «просто использовали [газету] как платформу для своей личной литературной анархии». Лэнсбери регулярно выступал на её страницах за разные начинания, включая всеобщее избирательное право, а на рубеже 1913—1914 годов стал главным редактором газеты. Работавший с ним тогда Рэймонд Постгейт называл Лэнсбери одним из трех выдающихся газетных редакторов начала XX в., наряду с либералом Ч. П. Скоттом из «Манчестер Гардиан» и консерватором Дж. Л. Гарвином из «Обсервер».
Накануне Первой мировой войны в августе 1914 года, когда лейбористская и профсоюзная верхушка поддержала военные усилия правительства, «Геральд» (из-за принесённых войной финансовых трудностей газета стала выходить не ежедневно, а еженедельно, временно сменив название) придерживалась решительно антивоенной линии. Выступая на большой демонстрации на Трафальгарской площади 2 августа 1914 года, Лэнсбери обвинил в приближающемся конфликте капитализм: «У рабочих всех стран нет разногласий. Их эксплуатируют в мирное время и отправляют на бойню в военное». В преобладающем ура-патриотическом настроении многочисленные читатели смотрели на «Геральд», переведенную экономикой военного времени на еженедельный формат, как на одно из немногих антивоенных изданий, представлявших сбалансированную новостную перспективу, незапятнанную военной лихорадкой и шовинизмом. Зимой 1914—1915 Лэнсбери посетил окопы Западного фронта во Франции с целью из первых рук донести до читателей информацию о текущей обстановке. Он отправил в газету отчеты очевидцев, которые поддержали призывы к заключению мира, близкие более поздней «мирной ноте» президента Вудро Вильсона от января 1917 года. Газета также сочувственно писала об отказниках, ирландских и индийских националистах. В 1916 году она активно выступила против введения правительством Асквита всеобщей воинской повинности.
Лэнсбери восторженно встретил революционные события 1917 года в Российской империи — однако в отличие от большинства британских лейбористов, не только Февраля, но и Октября. Он использовал страницы Herald, чтобы приветствовать Февральскую революцию как «новую звезду надежды, взошедшую над Европой». На митинге в Альберт-холле 18 марта 1918 года он приветствовал дух и энтузиазм «этого русского движения» и призвал свою аудиторию «быть готовыми умереть, если потребуется, за нашу веру». К 1918 году изменения произошли и в Лейбористской партии, принявшей устав со знаменитым IV пунктом о социалистическом требовании обобществления средств производства и первую свою программу. С окончанием войны в ноябре 1918 года Ллойд Джордж объявил о немедленных всеобщих выборах, правильно рассчитав, что победная эйфория сохранит его либерально-консервативную коалицию у власти. В этой триумфальной атмосфере такие антивоенные кандидаты, как Лэнсбери, были в заведомо проигрышной ситуации, и ему не удалось вернуть себе депутатское место от Боу и Бромли.

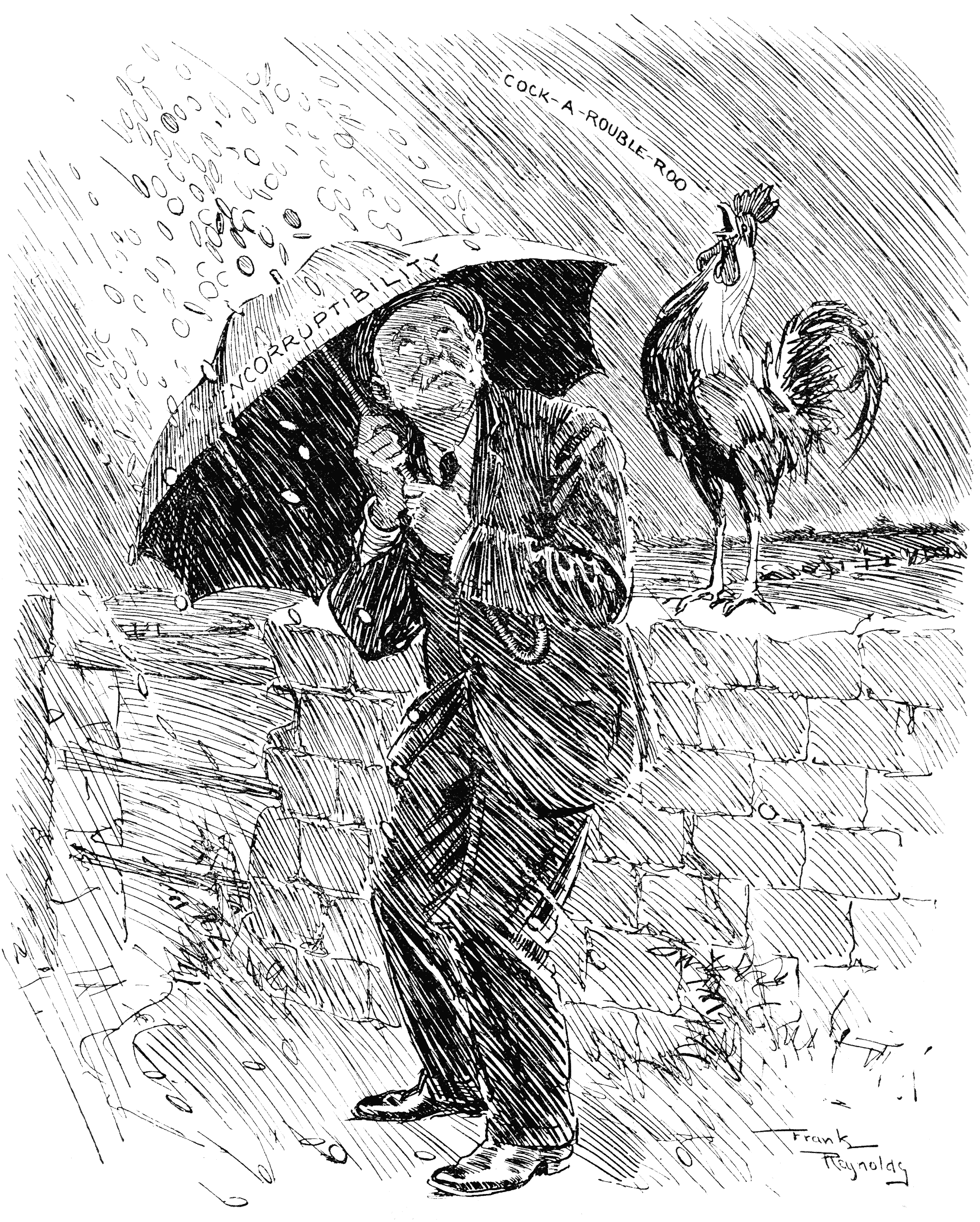
Карикатура «Панч» от 22 сентября 1920 года, высмеивающая отрицание Лэнсбери большевистского финансирования «Дейли Геральд».

В марте 1919 года ежедневный выпуск «Дейли Геральд» был возобновлен благодаря финансовой поддержке профсоюзов, кооперативных обществ и частных пожертвований. Под руководством Лэнсбери в 1919—1920 годах газета вела активную (и в конечном итоге успешную) кампанию «Руки прочь от Советской России» против британского вмешательства в Гражданскую войну в России. 8 августа 1920 года на страницах газеты появился известный лозунг: «Ни одного человека, ни одного орудия, ни одного гроша на войну». Лэнсбери писал, что правительство боится не «ужасов большевизма», но того, что социализм, восторжествовав в одной стране, может перекинуться в другие.
В феврале 1920 года Лэнсбери через Финляндию в Советскую Россию, где встретился с В. И. Лениным и другими большевистскими лидерами (в том числе с Л. Б. Каменевым, А. В. Луначарским, Г. В. Чичериным, Ф. Э. Дзержинским, Г. Е. Зиновьевым, Л. Б. Красиным, А. М. Коллонтай, А. И. Балабановой), личности и деятельность которых британский социалист оценил благоприятно, хотя и не всегда соглашался с методами. Среди его собеседников также были анархист П. А. Кропоткин и толстовец В. Г. Чертков. Отчёт о поездке Лэнсбери выпустил книгой «Что я увидел в России».
Однако последствия визита были омрачены домыслами и обвинениями в том, что Herald финансировалась из большевистских источников. 19 августа 1920 пресса опубликовала якобы перехваченные правительством телеграммы наркома по иностранным делам Г. В. Чичерина с М. М. Литвиновым относительно возможности субсидирования «Дейли Геральд» советским государством, что Лэнсбери категорически отверг на следующий день, разместив на страницах своей газеты полный список источников её финансирования под заголовком «Ни одной облигации, ни одного франка, ни одного рубля». Лэнсбери сам не знал, что в этих утверждениях есть доля правды — один из директоров «Дейли геральд» Ф. Мейнелл контрабандой в коробке из-под шоколадных конфет переправил в Англию «русские бриллианты» и пытался «обналичить драгоценности» через одного из сыновей Джорджа Лэнсбери. Когда отец семейства, наконец, узнал об этом, то немедленно обнародовал — 10 сентября 1920 выпустил «Дейли Геральд» с вопросительным заголовком: «Следует ли нам принять 75 тыс. фунтов из России?», а затем отмечал, что получать деньги «в тайне» при любых обстоятельствах неприемлемо. К 1922 году из-за финансовых проблем «Дейли Геральд» больше не могла существовать как частное предприятие, существующее за счёт пожертвований. Лэнсбери отказался от редакции и передал газету Лейбористской партии и Британскому конгрессу тред-юнионов, хотя продолжал писать для неё и оставался её номинальным генеральным управляющим до 3 января 1925 года.

### «Попларизм»: «бунт» 1921 года

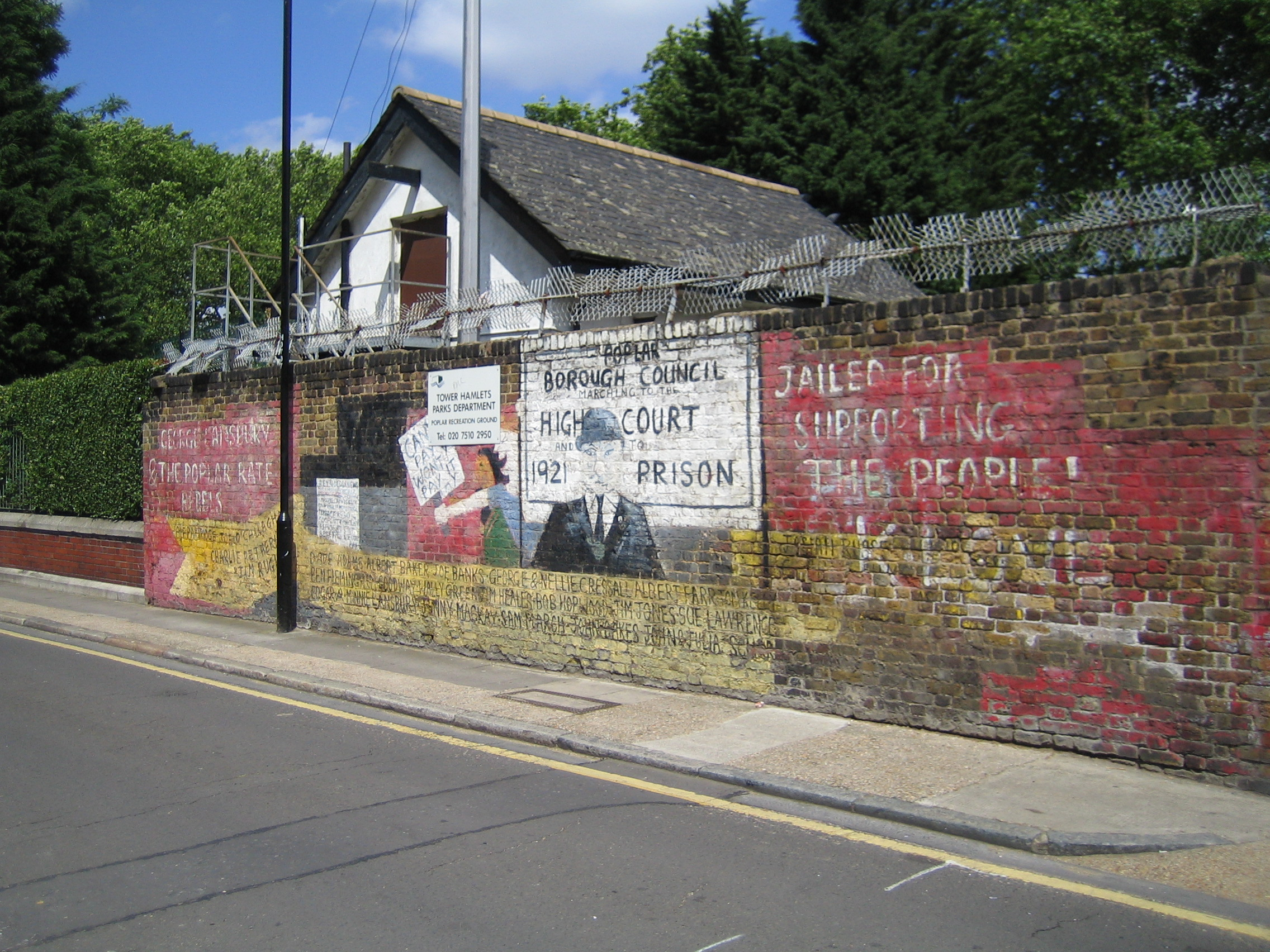
Мурал «Poplar Rates Rebellion» в Попларе ознаменовывает события 1921 года.

На протяжении своих национальных кампаний Лэнсбери оставался членом городского и попечительского совета Поплара, а в 1910—1913 годах — членом совета Лондонского графства. В 1919 году лейбористы получили большинство на муниципальных выборах в Попларе, а Лэнсбери стал его первым лейбористским мэром. Тяжёлая ситуация в районе (бедность, безработица, скверные жилищные условия, антисанитария, высокая детская смертность) в итоге привела к известному конфликту между местными органами власти Поплара и советом Лондонского графства. В соответствии с существовавшей тогда финансовой системой местного самоуправления, районы несли индивидуальную ответственность за оказание помощи беднякам в пределах своих границ. Это ставило в ещё более уязвимое положение бедные советы типа Поплара, где налоговые сборы были низкими, а местный совет должен был нести расходы и на общие органы вроде совета Лондонского графства, служб водоснабжения и столичной полиции.
В сентябре 1921 г. последовали аресты.рВсего было арестовано (среди них сам Лэнсбери, его сын и невестка), представители местного органа власти Поплара. Эти события привлекли к себе огромное внимание общества, хотя даже в самой лейбористской партии далеко не все были сторонниками подобных протестных акций37. Тем не менее за стенами тюрем, где содержались задержанные, регулярно собирались толпы в поддержку за-
одившему английского термина «попларизм», означающего чрезмерную щедрость местных властей в плане поддержки бедняков и отказ повиноваться распоряжениям сверху. Весной 1921 г. муниципальный Совет Поплара в знак протеста против чрезмерно высокого, с его точки зрения, налога с жителей района принял решение саботировать требуемые отчисления Совету Лондонского графства, лондонской полиции и службам водоснабжения. Вскоре провинившиеся члены муниципального Совета Поплара были вызваны в суд, где против них выдвинули обвинение в неповиновении предписаниям Совета графства36. В сентябре 1921 г. последовали аресты.
На своём заседании 22 марта 1921 г. муниципальный совет Поплара в знак протеста против чрезмерно высокого, с его точки зрения, налога с жителей района принял решение не отправлять требуемые «общелондонские» отчисления, а направить их на расходы по оказанию помощи местным беднякам. Это действие произвело фурор и привело к судебному разбирательству против совета. 29 июля тридцать членов совета с духовым оркестром прошли процессией к Высокому суду. Когда судья сообщил, что они должны повиноваться предписаниям Совета графства, местные депутаты продолжали стоять на своём советники не сдвинулись с места. В начале сентября Лэнсбери и остальные депутаты-единомышленники (25 мужчин и 5 женщин, в том числе сын Эдгар Лэнсбери и его жена Минни) были заключены в тюрьму Брикстон за неуважение к суду.
Неповиновение «героев Поплара» вызвало всеобщий интерес и сочувствие, у стен тюрьмы регулярно проходили митинги, пока внутри её заключённые депутаты провели более 30 заседаний своего местного совета. Несколько других советов, контролируемых лейбористами (включая Степни, мэром которого был будущий лейбористский лидер Клемент Эттли), угрожали аналогичными шагами, если их коллег не освободят. После шести недель заключения советники были освобождены 12 октября 1921, и для решения вопроса было созвано правительственное совещание. Оно принесло победу Лэнсбери благодаря принятию Акта о местных органах власти (финансовые положения), уравнявшим бремя помощи бедным во всех районах Лондона, в результате чего отчисления от Поплара упали на треть, а район получил дополнительный доход в размере 400 000 фунтов стерлингов. Лэнсбери чествовали как героя; на всеобщих выборах 1922 года он с большинством почти в 7000 человек завоевал парламентское место Боу и Бромли, которое будет удерживать до конца своей жизни. Став членом партийного исполкома, он разместился на передней скамье оппозиции. Термин же «попларизм», ассоциировавшийся с Лэнсбери, стал частью политического лексикона, применяемого в основном к кампаниям, в которых местные власти выступали против центрального правительства от имени бедных и наименее привилегированных слоев общества.

## Парламент и работа в правительстве

### Лейбористский «заднескамеечник»
В мае 1923 года премьер-министр консерваторов Бонар Лоу подал в отставку по состоянию здоровья. В декабре его преемник Стэнли Болдуин созвал ещё одни выборы, на которых консерваторы потеряли большинство, а лейбористы получили рекордные для них 191 парламентских мест. Король Георг V посоветовал Болдуину, как лидеру крупнейшей партии, не уходить в отставку, пока он не будет побежден голосованием в Палате общин. Поражение произошло 21 января 1924 года, когда либералы, выступавшие против предлагавшегося консерваторами протекционизма, решили поддержать лейбористов, и королю пришлось обратиться за формированием правительства к лидеру лейбористов Рамсею Макдональду. Лэнсбери обвинили в оскорблении величества, когда он публично заявил, что король вступил в сговор с другими партиями, чтобы не допустить лейбористский кабинет министров, и намекнул тому на судьбу Карла I («несколько столетий назад один король, вставший против воли простого народа, потерял голову — в буквальном смысле слова»).
Несмотря на его выслугу лет, Лэнсбери был предложен только малозначительный пост министра транспорта за рамками кабинета, от которого тот отказался. Подозревали, что левый политик, симпатизировавший советскому эксперименту, не годился на роль члена правительства, всячески пытавшегося отмежеваться от обвинений в радикализме; сам Лэнсбери считал, что его исключение из кабинета было следствием давления со стороны короля. При этом на конференции Лейбористской партии 1923 года, объявив себя республиканцем, Лэнсбери выступил против двух предложений, призывающих к отмене монархии, считая этот вопрос «отвлекающим фактором». По его словам, монархию когда-то устранит социальная революция.

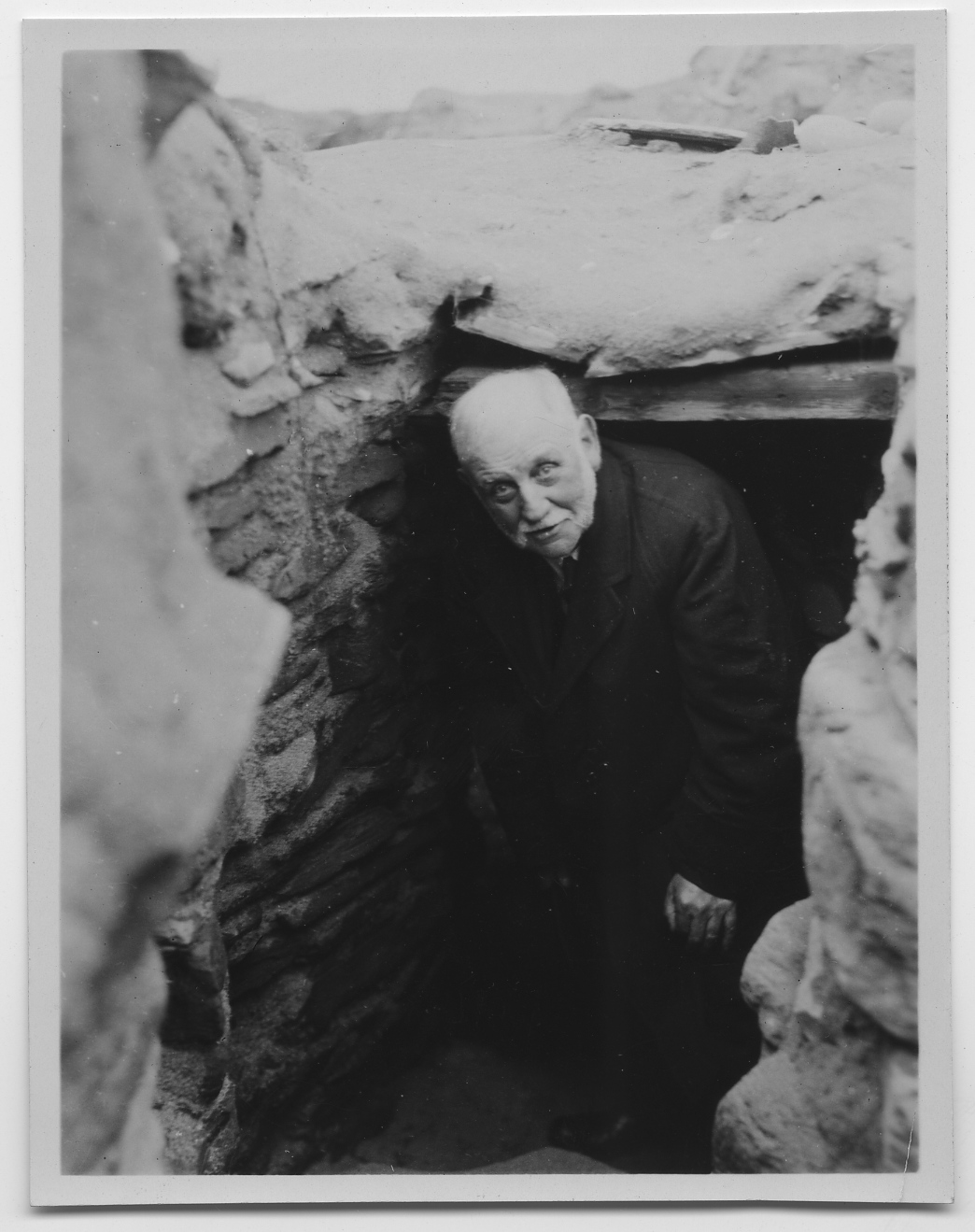
Осмотр неолитической деревни Скара-Брей, Мейнленд (Оркнейские острова) в качестве первого комиссара в Управлении общественных работ в 1929 году

Администрация Макдональда просуществовала меньше года, пока в ноябре 1924 года либералы не отказались от его поддержки; Блайт комментирует, что первое лейбористское правительство не было «ни воодушевляющим, ни компетентным», не проведя никаких заметных социальных реформ. Действительно ли главной миссией Лейбористской партии является «доказательство того, насколько легко мы умеем приспосабливаться, насколько подходящим образом мы можем одеваться и вести себя на официальных приемах, в присутствии королевской семьи или среди представителей высшего общества», — вопрошал позже Лэнсбери в своей автобиографии.
Всеобщие выборы октября 1924 года вернули к власти консерваторов, но Лэнсбери утверждал, что дело лейбористов «продвигается вперед независимо от результатов выборов». Первый опыт пребывания у власти вызвал разочарование у левого крыла партии, и один из его представителей Джеймс Мэкстон на первых после поражения выборах партийного лидера в противовес умеренному Макдональду выдвинул кандидатуру Лэнсбери, однако тот взял самоотвод. Его биограф Дж. Шеперд объясняет это тем, что Лэнсбери, несмотря на любовь членов партии, никогда не имел серьёзных амбиций стать её лидером.
В 1925 году, покинув Daily Herald, он основал и редактировал собственное издание Lansbury’s Labor Weekly («Лэнсберис Лейбор Уикли»), которое стало рупором его личного кредо социализма, демократии и пацифизма, пока в 1927 году не слилась с New Leader. Перед всеобщей забастовкой мая 1926 года Лэнсбери на страницах своего еженедельника инструктировать Конгресс тред-юнионов о подготовке к предстоящей борьбе и ратовать за скорейшую национализацию угольной промышленности. Однако, когда началась стачка, конгресс дистанцировался от его помощи; среди причин недоверия была защита Лэнсбери права коммунистических организаций на присоединение к Лейбористской партии — при этом сам он в частном порядке высказал мнение, что британские коммунисты сами по себе «не смогут управлять даже лавкой». Летом того же года Лэнсбери, на этот раз вместе с женой, совершил новую поездку в СССР, где в то время проживала одна из их дочерей и где он собирался пройти курс лечения в Ессентуках.
Несмотря на возраст и статус, Лэнсбери по-прежнему не желал превращаться в «добропорядочного» британского политика, продолжая свои обструкции в парламенте: «Я намерен всякий раз… препятствовать успехам бизнеса». В апреле 1926 года он и 12 других депутатов от оппозиции предотвратили голосование в Палате общин, за что были временно отстранены спикером. Во время частых столкновений в Палате общин с Невиллом Чемберленом — министром здравоохранения, ответственным за реформу закона о бедных — Лэнсбери называл «дешёвой подделкой Наполеона», возглавлявшим «министерство смерти». В конце 1926 года на страницах его издания была опубликована программа, которую редакция во главе с Лэнсбери желала видеть основой деятельности следующего лейбористского правительства, во многом продолжая раскритикованный лейбористским руководством левый документ НРП «Социализм в наше время»
Однако авторитет и популярность Лэнсбери среди рядовых лейбористов привели к его избранию на (скорее церемониальный) пост председателя Лейбористской партии на 1927—1928 годы. Лэнсбери также стал президентом Антиимпериалистической лиги, среди руководителей которой также были Джавахарлал Неру, Сун Цинлин и Альберт Эйнштейн. В 1928 году, когда из-за краха семейного дела ему не хватило денег, Лэнсбери опубликовал свою автобиографию «Моя жизнь», за которую получил «довольно щедрый чек» от издателей Constable & Co.

### Кабинет министров, 1929—1931

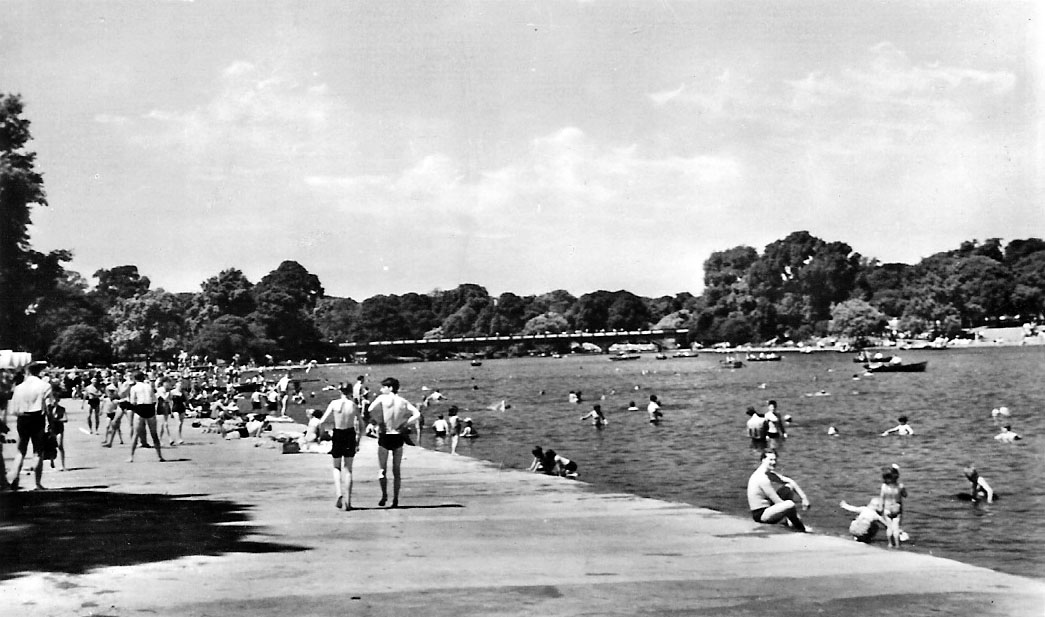
Лидо в Гайд-парк, один из результатов кратковременного пребывания Лэнсбери в правительстве.

Победившие на всеобщих выборах 1929 года лейбористы стали крупнейшей партией с 287 местами, но без абсолютного большинства. И снова Макдональд сформировал правительство, зависящее от поддержки либералов. Лэнсбери не ждал правительственного назначения. «Я уверен, что… набобы не захотят меня видеть…, — делился он своими размышлениями с зятем. — Если бы они, в самом деле, были здравомыслящими людьми, они отправили бы меня в Россию» послом. Однако Макдональд предложил Лэнсбери возглавить ведомство общественных работ в качестве Первого комиссара работ, ответственного за исторические здания и памятники; фактически он оказался единственным представителем левого крыла партии в новом кабинете. Эта позиция считалась синекурой; тем не менее, Лэнсбери оказался активным и работоспособным министром, который много сделал для обустройства общественных мест отдыха, детских и спортивных площадок. Его самым заметным достижением было «Лидо Лэнсбери» на озере Серпентайн в лондонском Гайд-парке, где могли купаться мужчины и женщины (несмотря на протесты Лондонского совета общественной морали, оно было открыто для общего пользования летом 1930 г.); по словам историка А. Дж. П. Тейлора, это «единственное, что осталось на память о втором лейбористском правительстве». Обязанности Лэнсбери требовали частых контактов с королём, который как смотритель королевских парков настаивал на регулярных консультациях. Вопреки ожиданиям некоторых, у них сложились довольно тёплые отношения.
Годы второго правительства Макдональда были омрачены экономической депрессией, последовавшей за крахом на Уолл-стрит в октябре 1929 года. Лэнсбери, как и Освальд Мосли, был назначен в специальный комитет под председательством лорда-хранителя печати Дж. Х. Томаса, которому было поручено найти решение проблемы безработицы. Мосли при поддержке Лэнсбери подготовил меморандум, в котором содержались призывы к более активному государственному вмешательству в экономику, протекционистским тарифам, широкомасштабной программе общественных работ; это было отклонено министром финансов Филиппом Сноуденом по причине затратности (Мосли подал в отставку и попытался вернуть меморандум к рассмотрению на конференции Лейбористской партии, но Лэнсбери, уже тогда начавшего относиться с подозрением к будущему фашистскому вождю, провалил голосование). В конце июля 1931 года комитет Мэя предписал серьёзные сокращения, в том числе пособий по безработице.
В атмосфере финансовой паники 23 августа 1931 г. второй кабинет Макдональда раскололся. 9 его членов из 20, включая Лэнсбери, высказались против предлагавшегося сокращения пособий. и девять других министров кабинета министров отвергли сокращение пособия по безработице. Разделённое таким образом правительство не могло дальше существовать, однако Макдональд не ушёл в отставку с поста премьер-министра, а после обсуждений с лидерами оппозиции и королем сформировал «общепартийную коалицию для преодоления экономического кризиса», в которой осталось только три лейбориста. Подавляющее большинство членов парламента от Лейбористской партии, включая Лэнсбери, высказались против этого действия; Макдональд и несколько его последователей были исключены из партии (в 1932 году в письме однопартийцу Лэнсбери оставил следующие слова в адрес Макдональда: «ужасная смесь тщеславия, малодушия и полного отсутствия принципов»), а новым лидером был избран Артур Хендерсон. Однако шаг Макдональда был встречен в стране одобрительно, и на всеобщих выборах, состоявшихся в октябре 1931 года, национальное правительство консерваторов, либералов и примкнувшим к ним Макдональда было возвращено в Вестминстер подавляющим большинством голосов. Лейбористская фракция сократилась до 46 человек, а Лэнсбери был единственным высокопоставленным членом лейбористского руководства, сохранившим свое место.

## Лидер Лейбористской партии

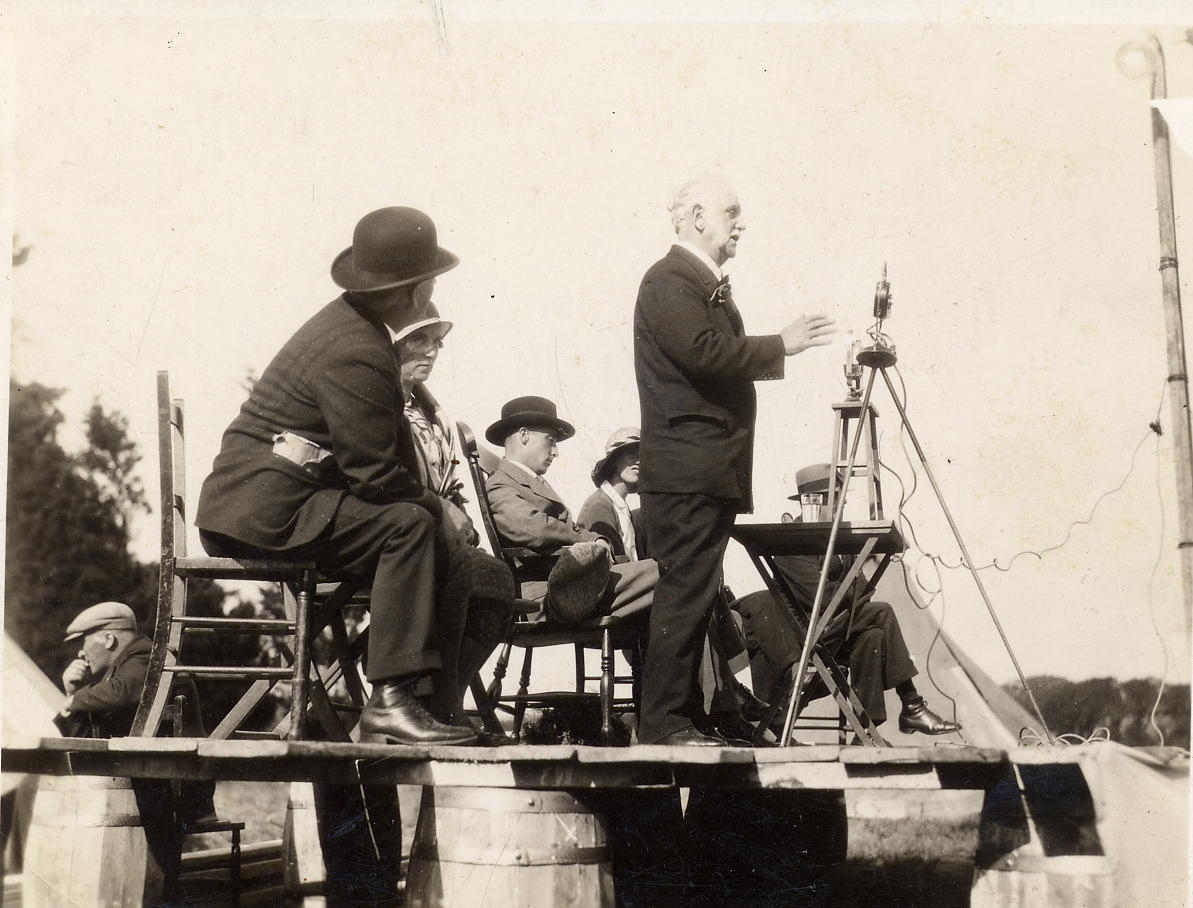
Выступление с речью, около 1935 г.

Несмотря на поражение на выборах, оказавшийся за стенами парламента Хендерсон остался лидером партии, в то время как Лэнсбери возглавил обезглавленную Парламентскую лейбористскую партию (ПЛП). Впрочем, эта практика была неудобна, и через год, в октябре 1932 года, Хендерсон официально попросил сложить с него полномочия, чтобы его сменил Лэнсбери. Хотя Уинстон Черчилль в ответ на критику со стороны Лэнсбери пренебрежительно отозвался о том как о «так называемом лидере так называемой оппозиции», однако, по мнению большинства историков, Лэнсбери умело руководил своими небольшими парламентскими силами. Он также, как говорит Шеперд, вдохновлял подавленных рядовых лейбористов. По словам Блайта, Лэнсбери «олицетворял политическую надежду и порядочность для трех миллионов безработных».
В качестве лидера лейбористов Лэнсбери выдвинул вперёд команду молодых парламентариев, включая Клемента Эттли и Стаффорда Криппса, и начал процесс реформирования организации и механизма партии, что привело к значительным успехам на дополнительных и муниципальных выборах, включая контроль над Лондонским советом под руководством Герберта Моррисона в 1934 году. При Лэнсбери партия несколько эволюционировала влево, а также приветствовала Вестминстерский статут 1931 года, расширявший права британских доминионов.
В марте 1933 года умерла Бэсси Лэнсбери, и Джордж, стремясь как можно меньше времени проводить дома, много ездил и выступал; один из этих митингов закончился несчастным случаем для пожилого человека, упавшего со ступенек, сломавшего бедро и пролежавшего в больнице почти семь месяцев, с декабря 1933 по июль 1934 года. За этот период Эттли укрепил свои позиции в качестве временного руководителя парламентской лейбористской фракции. Находясь в больнице, Лэнсбери написал серию статей, положенных в основу опубликованной в 1934 году книги «Моя Англия». В ней он изложил своё политическое кредо и предвидел будущее социалистическое государство, созданное сочетанием революционных и эволюционных методов — бесклассовое общество с широкими социальными гарантиями, не знающее бедности и нищеты. Осенью 1934 года ежегодная лейбористская конференция одобрила новую левую партийную программу «За социализм и мир».
У поредевшей группы лейбористов в парламенте не было большого влияния на экономическую политику. Тем временем международная обстановка становилась все более напряженной, и в течение срока Лэнсбери во главе партии доминировали вопросы внешней политики и разоружения, а также политические разногласия внутри рабочего движения. Официальная позиция партии основывалась на коллективной безопасности через Лигу Наций и на многостороннем разоружении. Лэнсбери занял позицию христианского пацифизма, одностороннего разоружения и демонтажа Британской империи. Под его влиянием партийная конференция 1933 года приняла резолюции, призывающие к «полному разоружению всех наций», и обязалась не принимать участия в войне.
Пацифизм временно стал популярен в стране; 9 февраля 1933 года Оксфордский союз 275 голосами против 153 проголосовал за то, что он «ни при каких обстоятельствах не будет бороться за своего короля и страну», и на дополнительных выборах в Восточном Фулхэме в октябре 1933 года легко победил кандидат от лейбористов, приверженный полному разоружению. Лэнсбери, будучи лидером лейбористов, обратился к избирателям с посланием: «Я закрою все вербовочные пункты, распущу армию и разоружу ВВС». В октябре 1934 года возник Союз клятв мира. А Союз Лиги Наций провел голосование за мир — неофициальный публичный референдум, в результате которого подавляющее большинство поддержало Лигу Наций, многостороннее разоружение и разрешение конфликтов невоенными средствами (хотя трехкратное большинство поддержало военные действия в качестве крайней меры).
Тем временем к власти пришёл Адольф Гитлер, вышедший из международной конференции по разоружению в Женеве. Блайт отмечает, что шумные заигрывания Британии с пацифизмом «заглушили звуки немецких верфей», когда началось перевооружение Третьего Рейха. По мере распространения фашизма и милитаризма в Европе пацифистская позиция Лэнсбери вызвала критику со стороны профсоюзных элементов его партии, которые контролировали большинство голосов партийной конференции. Генеральный секретарь Конгресса тред-юнионов Уолтер Ситрин заметил, что Лэнсбери «считает, что страна должна быть без какой-либо защиты… это опредёленно не наша политика»
Апогей конфликта между лидером и основной партийной массой наступил на ежегодной лейбористской конференции в Брайтоне в октябре 1935 года, под тенью надвигающегося вторжения Италии в Абиссинию. Национальное партийное руководство представило резолюцию, призывающую к санкциям против агрессора (фашистской Италии), но Лэнсбери расценивал это как форму экономической войны. Его речь — страстное изложение принципов христианского пацифизма («Я верю, что насилие никогда не способствовало миру, и никогда не приведет к стабильному миру… Бог создал нас, чтобы мы жили в мире и согласии друг с другом») — сперва была хорошо принята делегатами. Но сразу после этого от его позиции камня на камне не оставил генеральный секретарь профсоюза транспортных и неквалифицированных рабочих Эрнест Бевин. В своём «излишне грубом», даже по оценке Ситрина, выступлении он резко атаковал Лэнсбери за то, что партийный лидер поставил свои личные убеждения выше политики, согласованной всеми основными институтами партии, по противодействию фашистской агрессии.
Поддержка профсоюзов привела к тому, что резолюция о санкциях была принята подавляющим большинством голосов; оказавшийся в изоляции Лэнсбери попытался ответить, однако слова ему толком так и не дали. Понимая, что христианский пацифист больше не может руководить партией, он ушёл в отставку через несколько дней, на первом же собрании парламентской фракции лейбористской партии. Большинство лейбористов парламентариев отказывалось её принять, но Лэнсбери настоял. На посту лидера партии до всеобщих выборов 1935 года его сменил его заместитель Клемент Эттли; по состоянию на 2021 год, Лэнсбери — последний лейбористский лидер, который ушёл в отставку, не участвуя во всеобщих выборах.

## Последние годы. Пацифистский активизм
Лэнсбери было 76 лет на момент отставки из руководства лейбористами, но он не ушёл из общественной жизни. На парламентских выборах в ноябре 1935 года он сохранил своё место, а лейбористы, возглавляемые Эттли, увеличили свое парламентское представительство до 154 человек. Лэнсбери полностью посвятил себя делу мира во всем мире. Тщетные попытки предотвратить надвигавшуюся войну привели его в 1936 году в Соединённые Штаты. Он выступил перед большими толпами людей в 27 городах и встретился с президентом Ф. Д. Рузвельтом в Вашингтоне, чтобы представить свои предложения относительно всемирной мирной конференции. В 1937 году он совершил поездку по Европе, посетив лидеров Франции (Леона Блюма), Бельгии и скандинавских стран, а 19 апреля добился частной встречи с Гитлером.
Официального отчета о дискуссии не было, но в личном меморандуме Лэнсбери указывается, что Гитлер якобы выразил готовность присоединиться к всемирной конференции, если Рузвельт её созовет. Одновременно присутствовавший во время этой беседы профсоюзный вожак Дж. Гриффитс вспоминал, что, когда Лэнсбери поднял еврейский вопрос, то фюрер разразился гневной тирадой. Позже британский встречался с руководителями Чехословакии, Польши, Австрии, Румынии, Югославии, Венгрии, а также с Муссолини в Риме; он описал итальянского лидера как «помесь Ллойд Джорджа, Стэнли Болдуина и Уинстона Черчилля». Лэнсбери написал несколько отчётов о своих путешествиях, в частности «Мои поиски мира» (1938). Его мягкие и оптимистические впечатления о европейских диктаторах широко критиковались как наивные, прежде всего в кругах самих британских пацифистов и социалистов, многие из которых были встревожены встречей Лэнсбери с Гитлером, в то время как коммунистическая Daily Worker обвинила его в отвлечении внимания от агрессивных реалий фашистской политики.

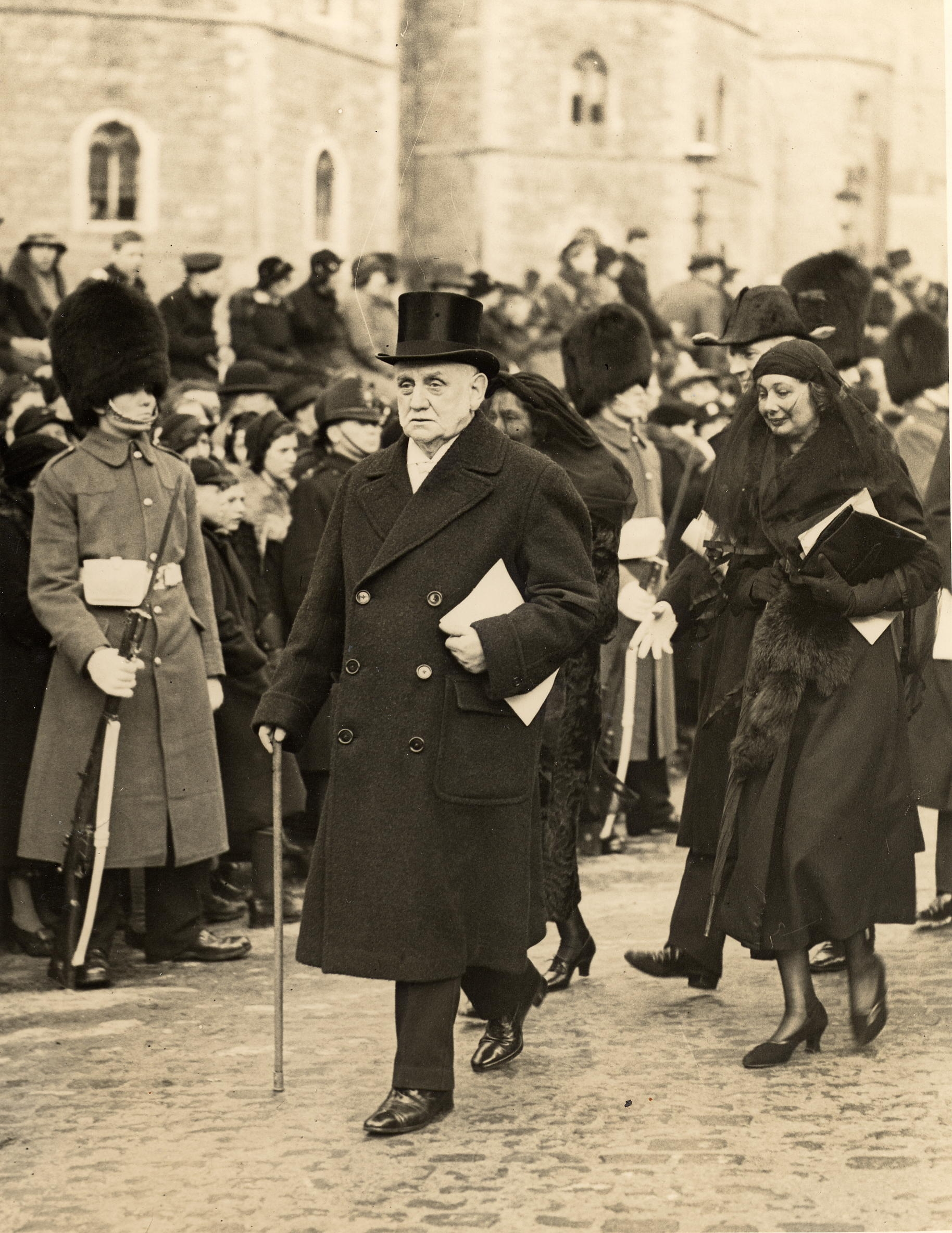
На похоронах Георга V, 1936 г.

Дома Лэнсбери, отслуживший в 1936-37 годах свой второй срок мэра Поплара, также выступил против прямой конфронтации с чернорубашечниками Мосли во время антифашистских демонстраций в октябре 1936 года, известных как Битва на Кейбл-стрит. В октябре 1937 года он стал президентом Союза клятв мира, а год спустя приветствовал Мюнхенское соглашение как «шаг к миру». При этом в течение этого периода он защищал беженцев из нацистской Германии и в 1939 году стал председателем Фонда поддержки польских беженцев, активно занимавшегося спасением еврейских детей из Восточной Европы. Его номинировали на Нобелевскую премию мира 1940 года, но события предшествовавшего года ознаменовали крах его иллюзий. 3 сентября 1939 года, после объявления войны с Германией, пацифист Лэнсбери вынужден был признать в стенах Палаты общин, что дело, за которое он боролся, «сегодня утром, очевидно, превращается в прах»: «Я надеюсь, что из этого ужасного бедствия возникнет дух, который заставит людей отказаться от применения силы в будущем».
В начале 1940 года здоровье Лэнсбери начало ухудшаться; он ещё не подозревал, что страдал от рака желудка. В статье, опубликованной в социалистическом журнале Tribune 25 апреля 1940 года, он сделал заключительное заявление о своем христианском пацифизме: «Я твердо придерживаюсь той истины, что этот мир достаточно велик для всех, что мы все братья, дети одного Отца». Лэнсбери умер 7 мая 1940 года в госпитале Manor House в Голдерс-Грин. Его отпевание в церкви Святой Марии сопровождалось кремацией в крематории Илфорда перед поминальной службой в Вестминстерском аббатстве. Его прах был развеян в море в соответствии с желанием, выраженным в его завещании: «Я желаю этого, потому что, хотя я очень сильно люблю Англию, но являюсь убеждённым интернационалистом».

## Семья и личная жизнь
Джордж женился на Элизабет Джейн (Бесси) Брайн 22 мая 1880 года в Уайтчепеле, Лондон. Большую часть своей супружеской жизни Джордж и Бесси Лэнсбери жили в Боу, первоначально на Сент-Стивенс-роуд, а с 1916 года на Боу-роуд в доме, который, по данным Шеперда, стал «политическим убежищем» для всех, кто нуждался в какой-либо помощи Бесси умерла в 1933 году, после 53 лет брака, в котором между 1881 и 1905 годами родилось 12 детей.
Из десяти, кто дожил до совершеннолетия, Эдгар пошёл по стопам отца в местную политику в качестве депутата Поплара в 1912 году, а в 1924–1925 был мэром района. Некоторое время он был членом Коммунистической партии Великобритании. После смерти своей первой жены Минни в 1922 году Эдгар женился на актрисе из Белфаста Мойне Макгилл; их дочь Анджела Лэнсбери, родившаяся в 1925 году, стала актрисой театра и кино. Младшая дочь Джорджа Лэнсбери Вайолет (1900–1971) была активным членом компартии в 1920-х годах, много лет жила и работала в Москве. Она вышла замуж за Клеменса Палм Датта, брата марксистского интеллектуала Раджани Палм Датта.
Другая дочь, Дороти (1890–1973), была активисткой женского движения, боролась за права на контрацепцию и аборт. Она вышла замуж за Эрнеста Тёртла, депутата от Лейбористской партии Шордича, и сама была членом совета Шордича, занимая пост мэра в 1936 году. Она и её муж основали Рабочую группу по контролю над рождаемостью в 1924 году. Её младшая сестра Дейзи (1892–1971) была секретарем Джорджа Лэнсбери в течение 20 лет. В 1913 году она помогла Сильвии Панкхерст избежать полицейского ареста, замаскировавшись под неё. Она была замужем за Раймондом Постгейтом, писателем и историком левого толка, который был первым биографом Лэнсбери. Их сын Оливер Постгейт был успешным писателем, аниматором и продюсером детского телевидения.

## Книги Лэнсбери
- Your Part in Poverty. — London : Allen and Unwin, 1918.
- These Things Shall Be. — London : Swarthorne Press, 1920.
- What I Saw in Russia. — London : L. Parsons, 1920.
- The Miracle of Fleet Street: The Story of the Daily Herald. — London : Labour Publishing Company, 1925.
- My Life. — London : Constable & Co., 1928.
- My England. — London : Selwyn & Blount, 1934.
- Looking Backwards and Forwards. — London and Glasgow : Blackie and Son, 1935.
- Labour's Way with the Commonwealth. — London : Methuen, 1935.
- The Price of Peace. — London : Fellowship of Reconciliation, 1935.
- Why Pacifists Should Be Socialists. — London : FACT, 1937.
- My Quest for Peace. — London : M. Joseph, 1938.
- This Way to Peace. — London : Rich and Cowan, 1940.

### Статьи на русском языке
- Суслопарова Е. А. Джордж Лэнсбери (1859—1940). Страницы политической биографии лидера британских лейбористов // Новая и новейшая история. — 2014. — № 2. — C. 179—197.
- Суслопарова Е. А. Феномен «попларизма»: противостояние центральной и местной власти в Лондоне в начале 20-х гг. XX в. // Вестник Московского университета. Серия 8, История. — 2016. — № 1. — С. 71-87. — ISSN 02017385.